# Flughafen Bozen

i7
i11
i13

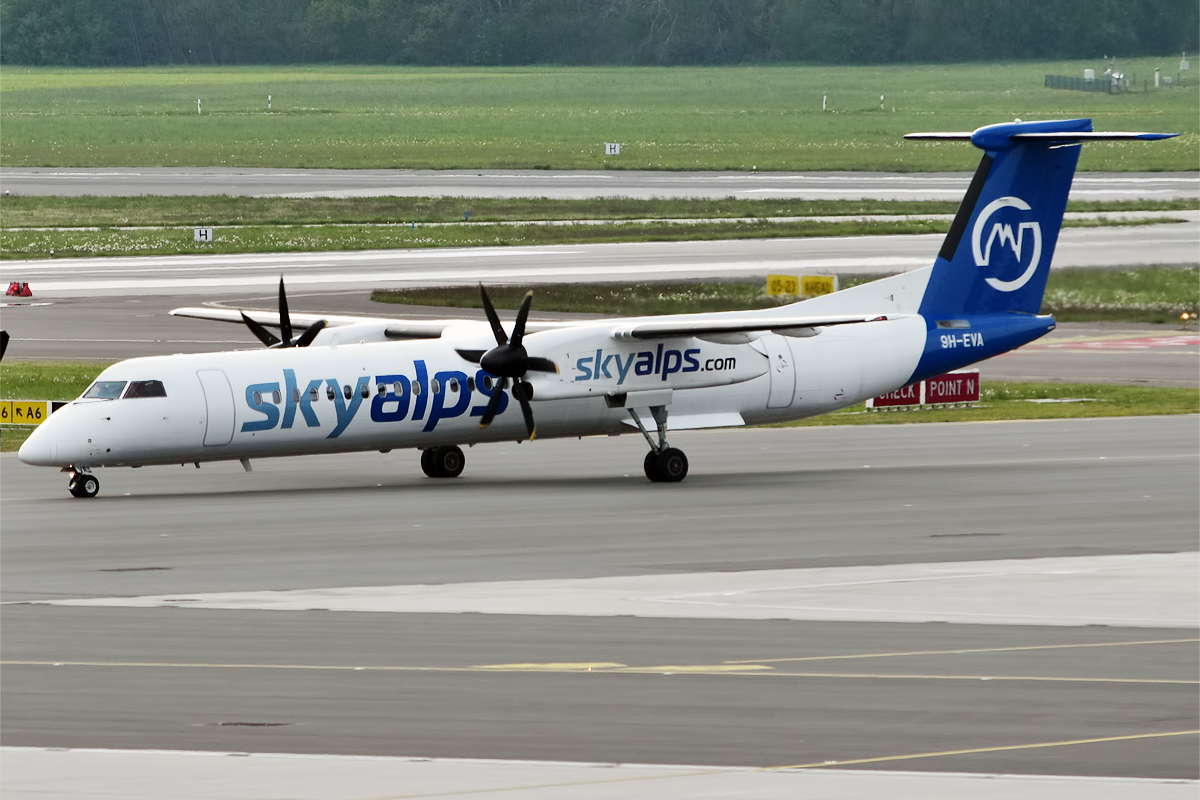
Skyalps am Flughafen Bozen

Der Flughafen Bozen (italienisch Aeroporto di Bolzano Dolomiti, IATA-Code: BZO, ICAO-Code: LIPB) ist ein italienischer Regionalflughafen bei Bozen in Südtirol. Er wird für Linienflüge, Bedarfsflüge, von der allgemeinen Luftfahrt und dem Militär genutzt.

## Lage und Verkehrsanbindung
Der Flughafen liegt sechs Kilometer südlich der Innenstadt Bozens, in unmittelbarer Nähe des Industriegebiets Bozen sowie der Ortschaft St. Jakob (daher auch gelegentlich Flughafen St. Jakob genannt). Er befindet sich zu Teilen auf dem Gemeindegebiet von Bozen, zu Teilen auf jenem von Leifers.
Es gibt keine direkte Buslinie, aber die Bushaltestelle Flughafen/Aeroporto der SASA ist etwa 600 Meter vom Terminal entfernt. Die an Bozen vorbeiführende Brennerautobahn ist von hier über die ca. drei Kilometer entfernte Ausfahrt Bozen-Süd erreichbar. Der nächste Bahnhof ist Bozen Süd/Messe. Am 24. August 2021 genehmigte die Südtiroler Landesregierung ein Projekt zum Bau einer neuen Bahnhaltestelle in St. Jakob in unmittelbarer Nähe zum Flughafen.

## Geschichte
Der Flughafen wurde Ende 1926 als Militärflugplatz eingerichtet und für den zivilen Flugverkehr geöffnet. Bereits 1930 gab es für kurze Zeit kommerzielle Flugverbindungen nach München (über Innsbruck) und nach Mailand und Venedig (über Trient). Zwischen 1992 und 1999 wurde der Flughafen mit finanziellen Mitteln des Landes Südtirol modernisiert und ausgebaut. Ab 1999 boten Fluggesellschaften mit geringem Publikumserfolg Linienflüge an, zunächst die Tyrolean Airways, ab 2002 die Air Alps und zuletzt von 2013 bis 2015 die Darwin Airline.
Eine weitere vom Land Südtirol projektierte Ausbaustufe wurde in der Südtiroler Öffentlichkeit lange Jahre kontrovers diskutiert. Nach einem Referendum im Jahr 2016, bei dem 70,6 % der Wähler einen Gesetzesentwurf zum Entwicklungskonzept des Flughafens ablehnten, beschloss die Südtiroler Landesregierung, sich aus dem Betrieb des Flughafens zurückzuziehen. Am 16. September 2019 wurde das „offene Verfahren“ zum Verkauf der landeseigenen Anteile an der Betreibergesellschaft (100 %) mit der Veräußerung an die eigens dafür gegründete Gesellschaft ABD Holding GmbH der Unternehmer Josef Gostner, Hans Peter Haselsteiner und René Benko abgeschlossen. Der Kaufpreis betrug 3,8 Millionen Euro.
Die Flughafen-Eigentümer verkündeten im Dezember 2019 die Gründung der eigenen Fluggesellschaft SkyAlps. Der erste Start fand schließlich am 17. Juni 2021 statt.
Im Herbst 2021 wurde die 32 m breite Start- und Landebahn von ursprünglich 1.293 m auf 1.432 m verlängert und auf 45 m verbreitert.
Seit 2024 gehören 76 % der Flughafengesellschaft Fri-El Green Power AG, zu deren Eigentümern Josef Gostner zählt, und 24 % Hans Peter Haselsteiner.

## Fluggesellschaften und Flugziel
SkyAlps ist aktuell die einzige Fluggesellschaft, die Bozen bedient. Sie fliegt in den Sommermonaten nach Italien (Cagliari, Olbia, Lamezia Terme, Catania, Brindisi), nach Spanien (Menorca, Ibiza), Griechenland (Korfu, Kefalonia) und Deutschland (Kassel, Hannover) sowie ganzjährig nach Deutschland (Düsseldorf, Berlin, Hamburg), Belgien (Antwerpen), Großbritannien (London-Gatwick). Wintersaisonal fliegt die Fluggesellschaft nach Schweden (Göteborg) und nach Dänemark (Kopenhagen, Billund).

## Militär
Westlich der Start- und Landebahn befindet sich ein militärischer Teil, auf dem das 4. Luftfahrtregiment "Altair" stationiert ist. Außerdem sind auf dem Flughafengelände auch Helikopter der Finanzwache und der Carabinieri stationiert.

## Flughafenfeuerwehr
Bis zum Sommer 2024 wurde die Gefahrenabwehr am Flughafen Bozen durch die Berufsfeuerwehr Bozen übernommen. Hierfür kamen 3 Flugfeldlöschfahrzeuge, ein Einsatzleitfahrzeug sowie mehrere Pick-Ups zum Einsatz. Der Brandschutzdienst kostete den Flughafenbetreiber mehr als 900.000 € jährlich. Da dieser diesen Betrag nicht mehr zahlen wollte, wurde der Brandschutzdienst nach einer 18 Monatigen Übergangsphase von einem privaten Betreiber übernommen. Diese Lösung ist in Italien einzigartig, da hierzulande der Brandschutzdienst an Flughäfen im Gegensatz zu anderen Ländern fast ausschließlich von den Kommunalen Feuerwehren übernommen werden.
Die private Gesellschaft AFF betreibt seit Juni 2024 die Flughafenfeuerwehr, deren Kaserne sich auf der Hälfte der Länge der Start- und Landebahn gegenüber des Terminals befindet. Sie wird von Freiwilligen im Schichtbetrieb (5–23 Uhr) betrieben und verfügt über 2 Flugfeldlöschfahrzeuge des Typs Panther 8x8, sowie einen Pick-Up.
Auf dem Flughafen Bozen gab es seit Betriebsbeginn keinem größeren Unfall.

## Zwischenfälle
- Am 19. Februar 2005 wurde bei der Landung einer Maschine des italienischen Zivilschutzes das rechte Hauptfahrwerk stark beschädigt. Die Piloten konnten das Flugzeug glücklicherweise auf der Landebahn halten, es war jedoch nicht mehr Rollfähig. Keine Person kam zu Schaden.[14]
- Am 27. März 2021 kam es beim Startmanöver eines nur rund ein Jahr alten AW169 der Finanzpolizei zu einem schweren Unfall. Der Helikopter kam aus ungeklärter Ursache noch am Boden in eine schnelle Kreiselbewegung. Daraufhin kippte die Maschine um. Die zwei Insassen, Angehörige der Finanzpolizei wurden leicht verletzt. Am Helikopter entstand erheblicher Sachschaden.[15]
- Am 24. September 2022 kam es bei einem Ultraleichtflugzeug im Landeanflug auf den Bozner Flughafen zu einem Notfall. Der Pilot landete das Flugzeug daraufhin mit einem spektakulären Manöver auf dem Parkplatz eines Einkaufszentrums, unweit des Flughafens. Der Pilot wurde leicht verletzt.[16]
- Am 19. April 2022 kam es beim es am Bozner Flughafen zu einem schweren Arbeitsunfall. Ein Flughafenmitarbeiter, welcher einen gerade gelandeten Privatjet des Typs PC-12 abfertigte, kam mit dem Arm in den sich noch drehenden Hauptrotor. Der Arm wurde vollständig abgetrennt. Der Mitarbeiter war erst 20 Tage am Flughafen im Einsatz, es war sein ersten alleine abgefertigtes Flugzeug. Der Direktor des Flughafens, sowie der Ausbildungsleiter wurden wegen schwerer Körperverletzung angeklagt. Ihnen wird ein schwerer Verstoß gegen die Arbeitssicherheit vorgeworfen. Die Flugsicherheitsbehörde ANSV sieht den Unfall als menschliches Versagen. Der Mitarbeiter soll von der tiefstehenden Sonne geblendet sein worden.[17][18]